# Kateřina Böhmová
Kateřina Böhmová (* 18. listopadu 1986, Ostrava) je česká profesionální tenistka.

## Sportovní kariéra
V roce 2004 vyhrála čtyřhru juniorek na French Open s partnerkou Michaelou Krajickovou. V témže roce začala hrát na turnajích ženského profesionálního okruhu WTA.

## Soukromý život
Její matkou je bývalá československá tenistka Kateřina Böhmová-Skronská (nar. 1958).
V dubnu 2006 agentura AP uvedla, že byla s matkou zadržena v obchodu ve floridském Jacksonville, kde měly odcizit šperky a oblečení v hodnotě 450 dolarů. K události došlo po jejím vyřazení na turnaji v Amelia Island. V prohlášení sdělila, že se jednalo o nedorozumění a obvinění odmítla. U soudního líčení se podle žalobce ke krádeži obě přiznaly a soud je nechal uhradit škodu a zaplatit náklady řízení ve výši 500 dolarů. Mediální zástupkyně tenistky naopak sdělila, že nedošlo k usvědčení, ani odsouzení. To následně potvrdil i soud.

## Finálové účasti na turnajích WTA (0)
Žádného finále na WTA se neúčastnila.